# روبن أرمسترونغ (متزحلق جبال الألب)
روبن أرمسترونغ (بالإنجليزية: Robin Armstrong)‏ هو متزحلق جبال الألب نيوزيلندي، ولد في 1953.

## وصلات خارجية
- روبن أرمسترونغ على موقع أوليمبيديا (الإنجليزية)
- روبن أرمسترونغ على موقع اللجنة الأولمبية النيوزيلندية (الإنجليزية)